# カタリン・フェルク
カタリン・フェルク（Catalin Fercu、1986年9月5日 - ）は、スーペルリーガ、ティミショアラ・サラセンズに所属するラグビーユニオン選手。

## プロフィール
- ルーマニア・ブラショヴ出身。
- ポジションはウィング(WTB)、フルバック(FB)。
- 身長 184cm、体重 90kg
- ルーマニア代表キャップは109（2020年6月現在）。
- ラグビーワールドカップ2007・ラグビーワールドカップ2015のルーマニア代表に選ばれた[1]。
- 飛行機恐怖症のため、W杯スコッドから離脱したことがある[2]。

## 略歴
ブカレスト・ウルブズ、サラセンズを経て、2015年、ティミショアラ・サラセンズに加入。